# Kanton Millau-2
Kanton Millau-2 (francouzsky Canton de Millau-2) je francouzský kanton v departementu Aveyron v regionu Okcitánie. Skládá se z 6 obcí. 

## Obce kantonu
- Aguessac
- Compeyre
- Millau (část)
- Nant
- Paulhe
- Saint-Jean-du-Bruel